# Trofeo Matteotti 1961
Il Trofeo Matteotti 1961, sedicesima edizione della corsa, si svolse il 6 agosto 1961 su un percorso di 244 km. La vittoria fu appannaggio dell'italiano Angelo Conterno, che completò il percorso in 6h06'42", precedendo il connazionale Gastone Nencini e il belga Gilbert Desmet.

## Ordine d'arrivo (Top 10)
| Pos. | Corridore          | Squadra        | Tempo    |
| ---- | ------------------ | -------------- | -------- |
| 1    | Angelo Conterno    | Baratti        | 6h06'42" |
| 2    | Gastone Nencini    | Ignis          | s.t.     |
| 3    | Gilbert Desmet     | Carpano        | s.t.     |
| 4    | Aldo Moser         | Ghigi          | s.t.     |
| 5    | Marino Fontana     | San Pellegrino | a 0'18"  |
| 6    | Sergio Braga       | Baratti        | s.t.     |
| 7    | Emile Daems        | Philco         | a 0'32"  |
| 8    | Giovanni Pettinati | Torpado        | a 0'40"  |
| 9    | Vito Taccone       | Atala          | s.t.     |
| 10   | Roberto Falaschi   | Philco         | a 0'45"  |